# Grànul de Birbeck
Els grànuls de Birbeck són orgànuls citoplasmàtics en forma de barra o de "raqueta de tennis" amb una densitat lineal central i aspecte estriat. Són una troballa microscòpica característica en la histiocitosi de cèl·lules de Langerhans (histiocitosi X).
La seva informació és induïda per la langerina.

## Funció
El seu funcionament és debatut, però una teoria és que migren a la perifèria de les cèl·lules de Langerhans i alliberen els seus continguts a la matriu extracel·lular. Una altra teoria és que el grànul de Birbeck funciona en l'endocitosi mitjançada per receptors, de manera similar als pous revestits amb clatrina.

## Història
Els grànuls de Birbeck foren descoberts per Michael Stanley Clive Birbeck (1925-2005), un científic i microscopista electrònic britànic que treballà al Chester Beatty Cancer Research Institute de Londres entre el 1950 i el 1981.